# Les Arsures
Les Arsures és un municipi francès situat al departament del Jura i a la regió de Borgonya - Franc Comtat. L'any 2007 tenia 231 habitants.

## Demografia

### Població
El 2007 la població de fet de Les Arsures era de 231 persones. Hi havia 92 famílies de les quals 20 eren unipersonals (4 homes vivint sols i 16 dones vivint soles), 40 parelles sense fills i 32 parelles amb fills.
La població ha evolucionat segons el següent gràfic:
Habitants censats

### Habitatges
El 2007 hi havia 107 habitatges, 92 eren l'habitatge principal de la família, 10 eren segones residències i 5 estaven desocupats. 91 eren cases i 14 eren apartaments. Dels 92 habitatges principals, 69 estaven ocupats pels seus propietaris, 19 estaven llogats i ocupats pels llogaters i 4 estaven cedits a títol gratuït; 2 tenien dues cambres, 13 en tenien tres, 20 en tenien quatre i 57 en tenien cinc o més. 78 habitatges disposaven pel capbaix d'una plaça de pàrquing. A 41 habitatges hi havia un automòbil i a 45 n'hi havia dos o més.

### Piràmide de població
La piràmide de població per edats i sexe el 2009 era:
| Homes | Edats   | Dones |
| ----- | ------- | ----- |
| 0     | 95 o +  | 0     |
| 0     | 90 a 94 | 0     |
| 0     | 85 a 89 | 0     |
| 4     | 80 a 84 | 0     |
| 0     | 75 a 79 | 8     |
| 4     | 70 a 74 | 8     |
| 8     | 65 a 69 | 0     |
| 0     | 60 a 64 | 8     |
| 8     | 55 a 59 | 4     |
| 0     | 50 a 54 | 4     |
| 24    | 45 a 49 | 16    |
| 4     | 40 a 44 | 12    |
| 0     | 35 a 39 | 0     |
| 12    | 30 a 34 | 8     |
| 4     | 25 a 29 | 0     |
| 12    | 20 a 24 | 12    |
| 16    | 15 a 19 | 16    |
| 0     | 10 a 14 | 4     |
| 0     | 5 a 9   | 4     |
| 12    | 0 a 4   | 4     |

## Economia
El 2007 la població en edat de treballar era de 150 persones, 118 eren actives i 32 eren inactives. De les 118 persones actives 114 estaven ocupades (63 homes i 51 dones) i 4 estaven aturades (1 home i 3 dones). De les 32 persones inactives 12 estaven jubilades, 11 estaven estudiant i 9 estaven classificades com a «altres inactius».

### Ingressos
El 2009 a Les Arsures hi havia 86 unitats fiscals que integraven 231 persones, la mediana anual d'ingressos fiscals per persona era de 19.787 €.

### Activitats econòmiques
Dels 11 establiments que hi havia el 2007, 2 eren d'empreses de fabricació d'altres productes industrials, 2 d'empreses de construcció, 3 d'empreses de comerç i reparació d'automòbils, 1 d'una empresa de transport, 1 d'una empresa financera i 2 d'empreses de serveis.
Dels 3 establiments de servei als particulars que hi havia el 2009, 1 era un guixaire pintor i 2 fusteries.
L'únic establiment comercial que hi havia el 2009 era una botiga d'equipament de la llar.
L'any 2000 a Les Arsures hi havia 16 explotacions agrícoles que ocupaven un total de 117 hectàrees.

## Poblacions més properes
El següent diagrama mostra les poblacions més properes.